# Joaquim II
|  | Aquest article tracta sobre l'elector de Brandenburg. Si cerqueu el patriarca de Constantinoble, vegeu «Joaquim II de Constantinoble». |

Joaquim Hèctor o Joaquim II (Cölln, avui Berlín, 13 de gener de 1505 - Köpenick, 3 de febrer de 1571) fou membre de la Casa de Hohenzollern, fou el príncep-elector del Marcgraviat de Brandenburg entre 1535 i 1571. Joaquim II fou fill de Joaquim I Nèstor de Brandenburg, elector de Brandenburg, i de la seva esposa Elisabet de Dinamarca, Noruega i Suècia filla de Joan I de Dinamarca. El seu segon nom "Hèctor" fa referència al príncep troià Hèctor, de la mitologia grega. Fou pare de Joan Jordi de Brandenburg.

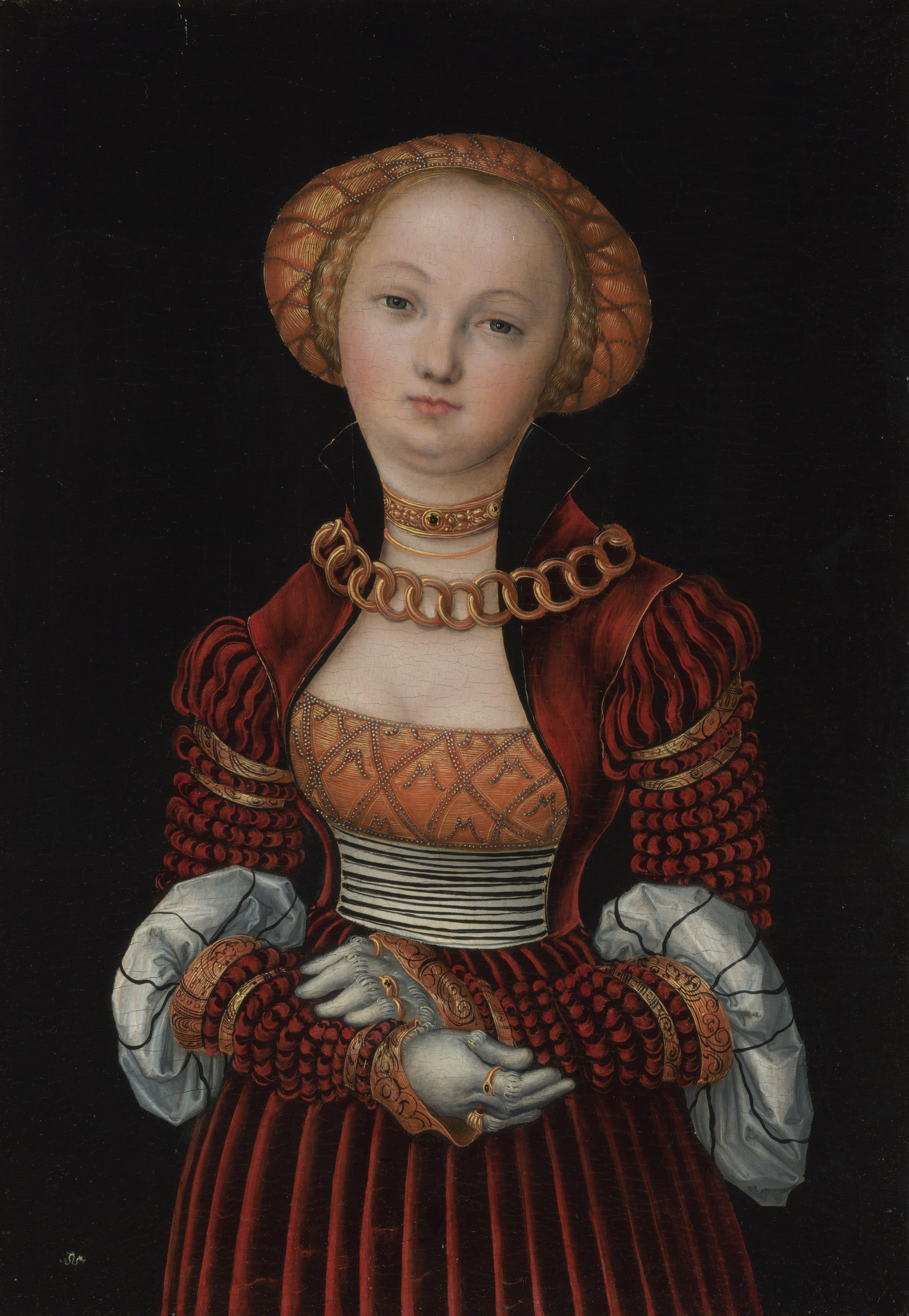
Magdalena de Saxònia, primera esposa de Joaquim II per Lucas Cranach el Vell

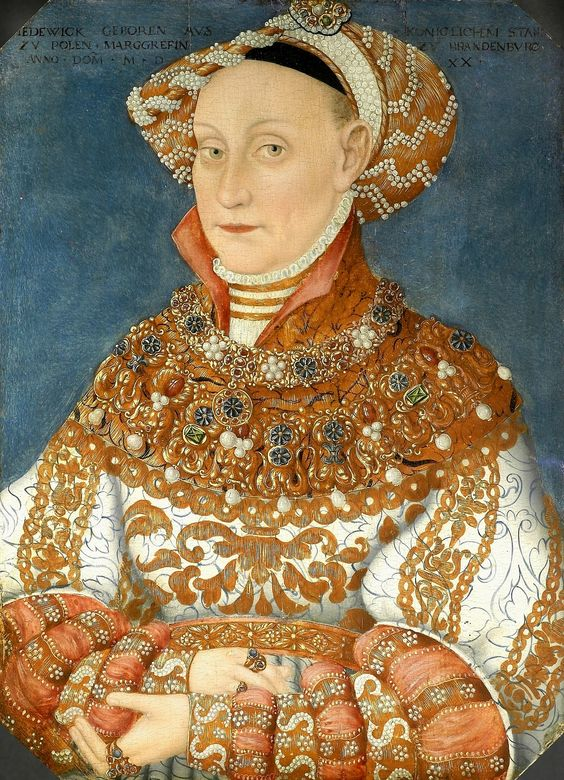
Eduvigis de Polònia, segona esposa de Joaquim II

El 1522 com a capità del cercle de la Baixa Saxònia, lluità gloriosament contra els turcs; el 1535 succeí al seu pare en el senyoriu de les Marques antiga i central, mentre el seu germà Joan rebia Neumark, i el 1539 introduí en els seus Estats la Reforma protestant, malgrat que en la defensa d'aquesta es mostrà molt prudent i circumspecte, perquè tenia per màxima procurar davant de tot la pau i tranquil·litat del país.
Va romandre fidel a l'emperador Carles V, i el 1542 armà de bell nou un exèrcit contra els turcs, malgrat que sense cap resultat. El 1537 signà un pacte de germandat amb els ducs de Silèsia, i el 1569 adquirí l'expectativa sobre Prússia. El seu amor al luxe i el seu desordre en les matèries financeres, així com la seva passió per la bella Anna Sydow, influïren llastimosament en la ruïna financera del país.